# الحركة الإفريقية للتنمية والتقدم
الحركة الأفريقية للتنمية والتقدم (بالفرنسية: Mouvement africain pour la développement et le progrès, MADEP)‏ هي حزب سياسي في بنين تم إنشاؤه في عام 1997. في الانتخابات التشريعية التي أجريت في 30 آذار / مارس 2003، كان الحزب جزءًا من الحركة الرئاسية، تحالف مؤيدي الرئيس ماتيو كيريكو، الذي فاز في الانتخابات الرئاسية لعام 2001، وفاز بتسعة مقاعد من أصل 83 مقعدًا. رئيس الحركة هو سيفو فاغبوهون، رجل أعمال ثري.
انتخب عضو قيادي في الحزب، أنطوان كولاولي إيدجي، رئيسًا للجمعية الوطنية في أبريل 2003. في الانتخابات الرئاسية في 5 مارس 2006، حصل مرشح الحزب، أنطوان كولاولي إيدجي، على المركز الخامس بنسبة 3.25٪ من الأصوات.
في الانتخابات البرلمانية التي جرت في مارس 2007، شارك الحزب في التحالف من أجل الديمقراطية الديناميكية،  الذي فاز بمجموع 20 مقعدًا.
استخدم الحزب الديك كرمز في حملته الانتخابية.